# Тугаринов, Алексей Иванович
Алексей Иванович Тугаринов (1917—1977) — советский учёный, геохимик и геолог, специалист по редким и радиоактивным элементам; доктор геолого-минералогических наук (1964), профессор (1965), член-корреспондент Академии наук СССР (1966).

## Биография
Родился 27 февраля (12 марта по новому стилю) 1917 года в Петрограде в семье дворянина — инженера Путиловского завода.
В 1940 году окончил Московский геологоразведочный институт (МГРИ). Во время Великой Отечественной войны служил в армии в Забайкалье. После демобилизации в 1945 году — работал начальником геологоразведочной партии Ферганской экспедиции ВНИИ минерального сырья, занимавшейся поисками урана. С 1946 года Тугаринов жил и работал в Москве.
С 1946 по 1949 год старший инженер Главного геологоразведочного управления Министерства геологии СССР. Одновременно учился в заочной аспирантуре МГРИ, а в 1949 г. перешёл в очную аспирантуру ГЕОХИ АН СССР, где защитил кандидатскую (1953), а в 1964 г. — докторскую диссертацию.
В 1965 г. организовал и возглавил Лабораторию редких элементов ГЕОХИ. В 1975 г. избран заведующим кафедрой геохимии МГУ.
Жил в Москве на Хавской улице, 14/1 (ныне — 18) и улице Володарского, 26/32. Умер 12 июля 1977 году в Москве. Похоронен на Донском кладбище.
В архивах Российской академии наук имеются документы, относящиеся к А. И. Тугаринову.

## Награды
- Награждён орденами Трудового Красного Знамени (1975), «Знак Почёта» (1963) и медалями.
- Лауреат Ленинской премии (1965, за разработку геолого-геохимических основ прогнозирования и поисков полезных ископаемых).
- Лауреат премий имени А. П. Карпинского АН (1967) и имени А. П. Виноградова АН (1978, посмертно).